# Recht van antwoord (journalistiek)
Het recht van antwoord of het recht tot antwoord veronderstelt de mogelijkheid voor een persoon om een vermeende schending van zijn persoonlijkheid door een publicatie te herstellen door een wederwoord in de media.

## België

### Antwoordrechtwet
Oorspronkelijk werd het recht van antwoord geregeld door de Antwoordrechtwet van 23 juni 1961. Volgens deze wet heeft elke persoon die in een periodiek geschrift bij naam werd genoemd of impliciet werd aangewezen, het recht om binnen 3 maanden kosteloos de inlassing van een antwoord te eisen. Ook personen die genoemd worden in een audiovisuele uitzending, uitgave of programma van periodieke aard genieten van hetzelfde recht. Deze wet voorziet ook in een familiaal persoonlijkheidsrecht tot antwoord dat toekomt aan de langstlevende echtgenoot en aan bepaalde bloedverwanten na overlijden van de genoemde persoon.
Het antwoord voor de geschreven pers mag niet meer bedragen dan 1.000 letters schrift of het dubbel van de ruimte ingenomen door de tekst, die het recht tot antwoord rechtvaardigt. De vordering tot inlassing moet een nauwkeurige opgave bevatten van de teksten, vermeldingen of aanhalingen waarop het antwoord betrekking heeft. Het antwoord moet onmiddellijk in verband staan met de bestreden tekst. Het mag niet beledigend zijn of in strijd met de wetten of de goede zeden.  Het mag niet zonder noodzaak derden in de zaak betrekken. Het antwoord moet in zijn geheel worden opgenomen zonder tussenvoeging, op dezelfde plaats en in dezelfde lettertekens als de tekst waarop het betrekking heeft. Het moet worden opgenomen in het eerste nummer dat verschijnt na verloop van een termijn van twee vrije dagen, ingaand op de dag waarop het antwoord op het kantoor van het periodiek geschrift wordt ingediend. In geval van overtreding wordt de uitgever gestraft met een geldboete. Wanneer het een aanvraag tot antwoord wegens vernoeming in de audiovisuele pers betreft, moet de aanvraag uiterlijk de dertigste dag na de datum van de uitzending bij aangetekende brief toegezonden worden aan de producent van de uitzending.
Wanneer de aanvraag tot antwoord en de voorgestelde tekst aanvaard worden, wordt het antwoord uitgezonden in de eerstvolgende uitzending of in het eerstvolgend programma van dezelfde reeks of van hetzelfde type, zo dicht mogelijk bij het uur waarop de betrokken uitzending heeft plaatsgehad. Het niet-uitzenden van een antwoord kan overeenkomstig de federale Antwoordrechtwet leiden tot een geldboete en tot burgerrechtelijk herstel. Onverminderd de mogelijkheid voor partijen om hun geschil voor te leggen aan bv. de Raad voor Journalistiek, laat het Mediadecreet een beroep toe op de voorzitter van de rechtbank van eerste aanleg, die ten gronde en in laatste aanleg kan bevelen een antwoord alsnog op te nemen. Er kan een dwangsom worden opgelegd.

### Mediadecreet
Voor televisie- of radio-omroepen van of erkend door de Vlaamse Gemeenschap wordt het recht tot antwoord in audiovisuele uitzendingen thans geregeld door het Decreet van 27 maart 2009 betreffende de radio-omroep en de televisie, het zogenaamde Mediadecreet. Voor de overige radio- en televisieomroepen blijft de Antwoordrechtwet gelden. Elke persoon  wiens rechtmatige belangen, m.n. aanzien en reputatie, zijn aangetast door een onjuiste bewering, komt hier een recht tot antwoord toe.
Het recht van antwoord vereist geen rechterlijke tussenkomst. Het ontstaat namelijk  op het ogenblik van de vernoeming of aanwijzing in de pers, want van dat ogenblik af bezit de persoon wettelijk het recht zijn antwoord gepubliceerd te zien. Het zijn dus niet de weigering om het antwoord te publiceren, noch de veroordeling tot publicatie door de rechtbank, die het subjectief recht doen ontstaan. Het komt de genoemde zelf toe te oordelen over het belang dat hij heeft bij een recht tot 
antwoord. De rechter hoeft zijn motieven niet te controleren. Wel heeft de wetgever ten aanzien van het recht tot antwoord bij audiovisuele uitzendingen geëist dat de betrokkene een persoonlijk belang aanwijst.
Naast het recht tot antwoord kent het Mediadecreet een recht van mededeling. Dit persoonlijkheidsrecht laat iedere persoon, die op radio of televisie als verdachte, beklaagde of beschuldigde bij naam is vermeld of impliciet is aangewezen, toe om kosteloze opname te verzoeken van de mededeling dat een definitieve beslissing tot vrijspraak of buitenvervolgingstelling heeft plaatsgevonden. Na overlijden van de betrokkene valt dit recht toe aan zijn bloedverwanten in rechte lijn en aan zijn echtgenoot, of bij ontstentenis van dezen aan zijn naaste bloedverwanten.